# Refikita
La refikita és un mineral de la classe dels substàncies orgàniques. Rep el seu nom de Refik-Bey, un periodista turc interessat en les ciències.

## Característiques
La refikita és una substància orgànica de fórmula química C20H34O₂. Cristal·litza en el sistema ortoròmbic.
Segons la classificació de Nickel-Strunz, la refikita pertany a «10.CA - Miscel·lània de minerals orgànics» juntament amb els següents minerals: flagstaffita, hoelita, abelsonita, kladnoïta, guanina, tinnunculita, urea i uricita.

## Formació i jaciments
Va ser descoberta l'any 1852 a Montorio al Vomano, a la província de Teramo (Abruzzo, Itàlia). També ha estat descrita a Krásno (Bohèmia, República Txeca), i en arrels fòssils d'avet en un pantà a Kolbermoor, al sud de Baviera (Alemanya).